# Карл Шрепфер
Карл Шрепфер (нім. Karl Schrepfer; 10 лютого 1917, Аугсбург — 6 вересня 1946, Вертгайм) — німецький льотчик-ас штурмової авіації, майор люфтваффе (1 листопада 1944). Кавалер Лицарського хреста Залізного хреста з дубовим листям.

## Біографія
В юності займався планеризмом. В 1936 році вступив на службу в люфтваффе і незабаром був переведений в штурмову авіацію. Учасник Польської і Французької кампаній. Під час битви за Британію потопив кілька кораблів. Учасник Німецько-радянської війни. З 1942 року командував 6-ї ескадрильєю 1-ї ескадри пікіруючих бомбардувальників. З вересня 1942 року — командир 2-ї групи своєї ескадри, з вересня 1943 року — 1-ї групи 151-ї штурмової ескадри, а потім — командир 3-ї групи 1-ї ескадри підтримки сухопутних військ.

## Нагороди
- Нагрудний знак пілота
- Залізний хрест 2-го і 1-го класу
- Почесний Кубок Люфтваффе (7 жовтня 1941)
- Німецький хрест в золоті (2 січня 1942)
- Лицарський хрест Залізного хреста з дубовим листям
  - лицарський хрест (19 червня 1942) — за 500 бойових вильотів (з них 300 на Східному фронті).
  - дубове листя(№850; 28 квітня 1945) — за 800 бойових вильотів, під час яких знищив 73 і пошкодив 31 танк. На момент представлення до дубового листя знищив 49 танків (і пошкодив ще 9), 78 гармат, 5 зенітних позицій, 5 мостів, 4 мінометні позиції, 3 кораблі, 214 автомобілів і 4 склади (1 з боєприпасами і 3 з пальним), а також збив 3 літаки і 2 знищив на землі.
- Авіаційна планка штурмовика в золоті з підвіскою «800»